# Sant Nicolau d'Aiguaviva
Sant Nicolau d'Aiguaviva és l'església romànica d'un antic priorat, situat en el terme comunal rossellonès de Pontellà i Nyils, a la Catalunya del Nord.
Està situat al nord del poble de Pontellà, prop del límit amb Cànoes.

## Història
L'església de Sant Nicolau és esmentada a la documentació per primer cop el 1094. Fou la seu d'un priorat benedictí depenent de Sant Joan de les Abadesses. El 1180 el vescomte de Castellnou Jaspert III donà els delmes de Pontellà a aquell monestir, i el 1205 el rei Pere autoritzà el prior Bernat a fortificar el monestir. Del conjunt del priorat, només es conserva intacta l'església, englobada dins del conjunt d'edificis del Mas de Sant Nicolau, que ocupa tot l'antic priorat.

## Arquitectura
Església d'una sola nau, amb absis semicircular a llevant, en l'actualitat només es pot veure des de l'interior. A l'exterior només es poden apreciar alguns detalls de la construcció.